# Pyrgocyphosoma quercuum
Pyrgocyphosoma quercuum är en mångfotingart som först beskrevs av Karl Wilhelm Verhoeff 1936.  Pyrgocyphosoma quercuum ingår i släktet Pyrgocyphosoma och familjen knöldubbelfotingar. Inga underarter finns listade i Catalogue of Life.